# Bela, Kamnik
Bela je naselje v Občini Kamnik. Gorenjska

## Zgodovina
Kraj Bela se v starih listinah prvič omenja leta 1229, ko je potok Belan naveden kot meja posesti špitala za popotnike na Kozjem hrbtu. Leta 1340 se v kraju omenja župna kmetija, ki jo je Jurij Motniški prodal benediktincem v Gornji Grad.